# Веселоярська сільська рада
Веселоя́рська сільська рада (рос. Веселоярский сельский совет) — сільське поселення у складі Рубцовського району Алтайського краю Росії.
Адміністративний центр — село Веселоярськ.

## Населення
Населення — 4664 особи (2019; 4840 в 2010, 5321 у 2002).

## Склад
До складу сільської ради входять:
| Населений пункт   | Населення, осіб (2002) | Населення, осіб (2010) |
| ----------------- | ---------------------- | ---------------------- |
| 538 км, селище    | 23                     | 19                     |
| 543 км, селище    | 27                     | 22                     |
| Веселоярськ, село | 5271                   | 4799                   |